# Давид Сафарян
Давид Сафарян (вірм. Դավիթ Սաֆարյան; нар. 1 серпня 1989, Черкеськ, Карачаєво-Черкесія, Росія) — російський і вірменський борець вільного стилю, чемпіон світу, чемпіон та призер чемпіонатів Європи, учасник двох Олімпійських ігор.

## Біографія
Народився в Черкеську, Карачаєво-Черкесія, Росія в родині вихідців з Вірменії. Там же у 2001 році почав займатися боротьбою. На початку своєї спортивної кар'єри виступав за збірну Росії. У її складі був чемпіоном Європи 2006 року серед кадетів, чемпіоном Європи 2007 року серед юніорів, срібним призером чемпіонату Європи 2008 року серед юніорів, срібним призером чемпіонату світу 2009 року серед юніорів. Потім перейшов до збірної Вірменії.
У фіналі чемпіонату Європи 2013 року у надвідповідальнішому поєдинку переміг турецького спортсмена Якупа Гьора. Золота медаль Давида Сафаряна на чемпіонаті світу з боротьби 2013 року стала першою для збірної Вірменії за останні 11 років.

## Спортивні результати на міжнародних змаганнях

### Виступи на Олімпіадах
| Змагання                    | Збірна   | Вагова категорія          | Місце |
| --------------------------- | -------- | ------------------------- | ----- |
| Літні Олімпійські ігри 2012 | Вірменія | вільна боротьба, до 66 кг | 8     |
| Літні Олімпійські ігри 2016 | Вірменія | вільна боротьба, до 65 кг | 18    |

### Виступи на Чемпіонатах світу
| Змагання                        | Збірна   | Вагова категорія          | Місце  |
| ------------------------------- | -------- | ------------------------- | ------ |
| Чемпіонат світу з боротьби 2011 | Вірменія | вільна боротьба, до 66 кг | 25     |
| Чемпіонат світу з боротьби 2013 | Вірменія | вільна боротьба, до 66 кг | Золото |
| Чемпіонат світу з боротьби 2014 | Вірменія | вільна боротьба, до 65 кг | 16     |
| Чемпіонат світу з боротьби 2015 | Вірменія | вільна боротьба, до 65 кг | 20     |

### Виступи на Чемпіонатах Європи
| Змагання                         | Збірна   | Вагова категорія          | Місце  |
| -------------------------------- | -------- | ------------------------- | ------ |
| Чемпіонат Європи з боротьби 2012 | Вірменія | вільна боротьба, до 66 кг | Бронза |
| Чемпіонат Європи з боротьби 2013 | Вірменія | вільна боротьба, до 66 кг | Золото |
| Чемпіонат Європи з боротьби 2016 | Вірменія | вільна боротьба, до 70 кг | 7      |

### Виступи на Європейських іграх
| Змагання              | Збірна   | Вагова категорія          | Місце |
| --------------------- | -------- | ------------------------- | ----- |
| Європейські ігри 2015 | Вірменія | вільна боротьба, до 65 кг | 9     |

### Виступи на інших змаганнях
| Змагання                                                         | Збірна   | Вагова категорія          | Місце  |
| ---------------------------------------------------------------- | -------- | ------------------------- | ------ |
| Кубок Тахті 2010                                                 | Вірменія | вільна боротьба, до 66 кг | 11     |
| Турнір Алі Алієва 2011                                           | Вірменія | вільна боротьба, до 66 кг | 12     |
| Турнір Г. Картозія і В. Балавадзе 2011                           | Вірменія | вільна боротьба, до 66 кг | Срібло |
| Київський Міжнародний турнір з боротьби 2011                     | Вірменія | вільна боротьба, до 66 кг | Срібло |
| Турнір Дана Колова — Николи Петрова 2012                         | Вірменія | вільна боротьба, до 74 кг | 10     |
| Олімпійський кваліфікаційний турнір з боротьби 2012 (Софія)      | Вірменія | вільна боротьба, до 66 кг | Срібло |
| Турнір Алі Алієва 2012                                           | Вірменія | вільна боротьба, до 66 кг | Бронза |
| Київський Міжнародний турнір з боротьби 2013                     | Вірменія | вільна боротьба, до 66 кг | Срібло |
| Літня Універсіада 2013                                           | Вірменія | вільна боротьба, до 66 кг | Срібло |
| Вогні Москви 2013                                                | Вірменія | вільна боротьба, до 74 кг | 5      |
| Турнір Дана Колова — Николи Петрова 2014                         | Вірменія | вільна боротьба, до 65 кг | 9      |
| Турнір міста Сассарі з боротьби 2014                             | Вірменія | вільна боротьба, до 65 кг | Бронза |
| Гран-прі Німеччини з боротьби 2014                               | Вірменія | вільна боротьба, до 65 кг | Срібло |
| Henri Deglane Challenge 2014                                     | Вірменія | вільна боротьба, до 65 кг | Срібло |
| Турнір Олександра Медведя 2015                                   | Вірменія | вільна боротьба, до 70 кг | 14     |
| Турнір Яшара Догу 2015                                           | Вірменія | вільна боротьба, до 65 кг | 13     |
| Турнір Степана Саргісяна 2015                                    | Вірменія | вільна боротьба, до 65 кг | Золото |
| Олімпійський кваліфікаційний турнір з боротьби 2016 (Зренянин)   | Вірменія | вільна боротьба, до 65 кг | Бронза |
| Олімпійський кваліфікаційний турнір з боротьби 2016 (Улан-Батор) | Вірменія | вільна боротьба, до 65 кг | 5      |
| Олімпійський кваліфікаційний турнір з боротьби 2016 (Стамбул)    | Вірменія | вільна боротьба, до 65 кг | 21     |